# 天主教威尔坎尼亚-福布斯教区
天主教威尔坎尼亚-福布斯教區（拉丁語：Dioecesis Vilcanniensis-Forbesinus）是澳大利亞一個羅馬天主教教區。屬悉尼總教區。威爾坎尼亞教區成立於1887年5月10日，1917年7月28日易名至今。
教區位於新南威爾斯州西部廣大的內陸地區，教座位於布羅肯希爾。2010年有教友34,000人（佔轄區人口30.5%）、二十個堂區、廿一名司鐸。現任主教為Columba Macbeth-Green OSPPE。